# Ostatnie pytanie
Ostatnie Pytanie (tytuł oryg. The Last Question) – opowiadanie fantastycznonaukowe autorstwa Isaaca Asimova. Pierwszy raz ukazało się w czasopiśmie Science Fiction Quarterly, później wielokrotnie było umieszczane w zbiorach opowiadań. Polskie wydanie ukazało się w 5. tomie Kroków w nieznane. Jest jednym z serii opowiadań w których występuje samodoskonalący się superkomputer Multivac. Było to ulubione opowiadanie Asimova.

## Fabuła
Ostatnie Pytanie opowiada historie ludzi w kolejnych fazach rozwoju cywilizacji, zadających coraz bardziej zaawansowanym komputerom pytanie jak spowodować żeby entropia malała.
Bohaterami pierwszej historii są Alexander Adell i Bertram Lupo odpowiedzialni za obsługę superkomputera – Multivaca. Akcja dzieje się tydzień po przełączeniu się Ziemi z energii ze źródeł nieodnawialnych na energię czerpaną bezpośrednio ze Słońca. Mężczyźni kłócą się o to co znaczy energia, która starczy ludzkości na zawsze. Bertram twierdzi że nie ma czegoś takiego jak nieskończona energia ponieważ entropia zawsze rośnie, natomiast drugi sugeruje że w przyszłości dzięki coraz lepszym komputerom uda się pokonać ten problem. Zakładają się o 5 dolarów i pytają Multivaca czy to możliwe. Ten informuje ich że ma zbyt mało danych, aby udzielić odpowiedzi.
Kolejna historia dzieje się na statku kosmicznym, którym podróżuje rodzina, Jerrodd i Jerrodine oraz ich dwie córki, aby przenieść się na nowo skolonizowaną planetę X23. Wynaleziono podróże w hiperprzestrzeni. Multivac został zastąpiony najpierw przez Planetarne AC zajmujące setki kilometrów kwadratowych, a później przez potężniejszy i znacznie mniejszy MICROVAC znajdujący się w statkach kosmicznych. Jerrodine głośno zastanawia się czy ludzie już zawsze będą musieli kolonizować coraz to nowsze planety, a by uciec przed przeludnieniem na starych, na co Jerrodd odpowiada że kiedyś wszystkie gwiazdy zgasną, a ludzkość wymrze ponieważ entropia musi rosnąć. Córki wpadają w panikę, ich ojciec, aby je uspokoić, pyta MICROVACa czy da się odwrócić entropię. Komputer daje taką samą odpowiedź jak jego poprzednik, Jerrodd jednak ukrywa to przed rodziną mówiąc że MICROVAC nie dopuści do śmierci cieplnej wszechświata.
Akcja trzeciej opowieści toczy się 20 tysięcy lat po pierwszej, a jej bohaterami są VJ-23X i MO-17J. Ludzie są nieśmiertelni i za około pięć lat zapełnią całą galaktykę. Cały ten rozwój osiągany jest dzięki pracy kolejnego superkomputera – Galaktycznego AC. Bohaterowie rozmawiając o konieczności kolonizacji innych galaktyk, przechodzą na temat wykładniczo rosnącego zapotrzebowania na energię. Dochodzą do wniosku że cokolwiek by nie robili, mogą tylko opóźniać wyczerpanie całej energii, chyba że odwróciliby entropię. Pytają się Galaktycznego AC czy to możliwe, jednak nadal jest zbyt mało danych aby mógł udzielić odpowiedzi.
Na etapie rozwoju cywilizacji w czwartej historii ludzie w większości są umysłami latającymi po przestrzeni, nie korzystają ze swoich ciał i komunikują się telepatycznie. Galaktyczny AC stał się Metagalaktycznym AC, a większość jego konstrukcji znajduje się w hiperprzestrzeni. Bohaterowie tej opowieści, Zee Pierwszy i Dee Sub Wun, rozmawiają o miejscu gdzie zaczęła się ludzkość. Kiedy od Metagalaktycznego AC dowiadują się, że Słońce umarło i zamieniło się w białego karła, zastanawiają się czy da się powstrzymać umieranie gwiazd. To pytanie zadają komputerowi, ale on nie ma wystarczających danych aby dać jednoznaczną odpowiedź.
Na tym etapie istnieje jeden Człowiek, który jest połączeniem umysłów wszystkich ludzi. Metagalaktycznego AC zastąpił Kosmiczny AC który jest obecny wszędzie. Prawie wszystkie gwiazdy zamieniły się już w białe karły. Człowiek zastanawia się czy da się to jeszcze odwrócić. Konsultuje się z AC, ale on nadal nie ma wystarczających danych do udzielenia odpowiedzi. Kolejne pojedyncze ciała i umysły łączyły się z komputerem aż został tylko jeden człowiek który jeszcze raz zadał pytanie AC, jednak wciąż nie ma dość danych aby udzielić odpowiedzi. Kiedy już ostatni człowiek połączył się z Kosmicznym AC miał już wystarczające dane, aby rozwiązać problem odwrócenia entropii. Rozwiązawszy problem powiedział Niech stanie się światło i stworzył wszechświat.